# Once Brewed
Once Brewed è un paese della contea del Northumberland, in Inghilterra.